# Kōshun Tōjō
Kōshun Tōjō (jap. 東條 香舜, Tōjō Kōshun; * 16. Juli 1980) ist ein früherer japanischer Skeletonpilot.
Kōshun Tōjō begann 1998 mit dem Skeletonsport und gehörte seit 2002 den japanischen Nationalkader an. Sein erstes Skeleton-Weltcup-Rennen bestritt er schon im Januar 2000 bei einem Rennen in Lillehammer, das er als 28. beendete. Ein erstes Top-20-Ergebnis erreichte der Japaner auf eben jener Position im Dezember 2001 in Lake Placid. Erstes Großereignis wurden die Juniorenweltmeisterschaften 2003, wo Tōjō den sechsten Platz belegte. Die Saison 2003/04 wurde die Beste des Japaners. Schon bei den ersten Saisonrennen in Calgary und Lake Placid erreichte er mit 15. Plätzen neue beste persönliche Ergebnisse, konnte diese jedoch im Januar 2004 mit einem zweiten Platz in Lillehammer, wo er sich nur Kristan Bromley geschlagen geben musste, sein bestes internationales Ergebnis erreichen. Dennoch erreichte der Japaner bei der Skeleton-Weltmeisterschaft 2004 in Königssee nur den 19. Platz. Bis November nahm er regelmäßig an Weltcup-Rennen teil, ohne jedoch noch einmal ein einstelliges Resultat zu erreichen. Gegen Ende seiner Karriere wurde er vermehrt im Skeleton-America’s-Cup und dem Skeleton-Europacup eingesetzt. Sein letztes Rennen war im Dezember 2007 ein Europacup-Rennen in Cesana Pariol, wo er Vierter wurde.
National gehört Tōjō zu den erfolgreichsten Skeletonpiloten. 2003 und 2004 gewann er die nationalen Titel und beendete damit die Siegesserie von Kazuhiro Koshi. 2005 und 2006 gewann er die Bronzemedaillen.